# 艾丽丝·克里奇
艾丽丝·莫德·克里奇（英語：Alice Maud Krige，1954年6月28日—），是一名南非女演员和制片人。著名角色有自《星艦迷航記VIII：戰鬥巡航》开始出现的《星际迷航》系列角色——博格女皇。

## 生平
1954年，克里奇出生在南非北开普省，母亲帕特，为一位心理学家，父亲路易斯·克里奇，为一位医生。
克里奇出生后不久，全家搬迁到伊丽莎白港，她说自己成长在一个“非常幸福的家庭”，有两个兄弟，都是医生。
1976年，克里奇去了英国英格兰伦敦市，她曾在罗德斯大学读书。

## 个人生活
克里奇嫁给了导演和编剧保罗。

## 作品
- 2020年 诡异糖果屋，Holda The Witch
- 2016/2019年，先见之明，The OA
- 2011年, 第八頁，Emma Baron
- 2010年，魔法师的学徒，The Sorcerer's Apprentice
- 2009年，所罗门王凯恩，Solomon Kane
- 2008年，劝导，Persuasion
- 2008年，肤色，Skin
- 2007年，十英寸的英雄，Ten Inch Hero
- 2006年，寂静岭，Silent Hill
- 2006年，寂寞心灵，Lonely Hearts
- 2006年，生存游戏，Stay Alive
- 2006年，死亡契约，The Contract
- 2006年，美丽曲线，The Line of Beauty
- 2004年，死木，Deadwood
- 2004年，恐惧阴影，Shadow of Fear
- 2004年，四四零零，The 4400
- 2003年，沙丘魔堡，Children of Dune
- 2002年，火龙帝国，Reign of Fire
- 2002年，恐龙帝国，Dinotopia
- 2001年，六尺风云，Six Feet Under
- 2001年，匈奴大帝，Attila
- 2001年，烈焰第六感，Superstition
- 2000年，吸血小英雄，The Little Vampire
- 2000年，凶心幽灵，The Calling
- 1999年，特务威龙，In the Company of Spies
- 1999年，莫洛凯岛:戴梅恩神父的故事，Molokai: The Story of Father Damien
- 1999年，吾心深处，Deep in My Heart
- 1998年，欧盟风云，The Commissioner
- 1997年，居所，Habitat
- 1997年，曙光乍现，Twilight of the Ice Nymphs
- 1997年，背叛，Indefensible: The Truth About Edward Brannigan
- 1996年，星舰迷航记8：第一类接触，Star Trek: First Contact
- 1996年，挑战心门，Amanda
- 1996年，温情满人间，Hidden in America
- 1995年，偷心阴谋，Donor Unknown
- 1995年，本杰明学院，Institute Benjamenta, or This Dream People Call Human Life
- 1995年，约瑟，Joseph
- 1994年，沙普的荣誉，Sharpe's Honour
- 1992年，舐血夜魔，Sleepwalkers
- 1992年，异性吸引力，See You in the Morning
- 1988年，情冷芳心，Baja Oklahoma
- 1987年，夜夜买醉的男人，Barfly
- 1986年，雌雄双杰，Second Serve
- 1985年，大卫王，King Davidv
- 1981年，鬼故事，Ghost Story